# Primera dama della Repubblica Dominicana
La primera dama della Repubblica Dominicana (in spagnolo Primera dama de la Repubblica Dominicana)  è il titolo ufficiale usato per designare la moglie del presidente della Repubblica Dominicana. A differenza di quasi tutte le sue controparti, la consorte del presidente della Repubblica Dominicana percepisce uno stipendio ed è a capo dell'Ufficio della primera dama che svolge diverse funzioni nel quadro della presidenza della Repubblica. Ha un proprio bilancio stabilito dal governo centrale e gode di una certa autonomia nell'adempimento delle sue funzioni.
La primera dama in carica dall'agosto 2020 è Raquel Arbaje Soneh, moglie del presidente Luis Abinader.

## Storia
La carica di primera dama fu, fino al 10 settembre 2000, un titolo strettamente protocollare riservato alla moglie del Presidente della Repubblica. In quella  data, con Decreto 741-001, l'allora Presidente Hipólito Mejía istituì il titolo di primera dama, come carica e figura amministrativa, creando allo stesso tempo l'Ufficio della primera dama, un organo dipendente dalla Presidenza della Repubblica. L'Ufficio della primera dama divenne un'istituzione autonoma. L'ufficio si è reso, tra le altre cose, responsabile dello sviluppo di programmi sociali e di beneficenza che hanno tentato di sradicare la povertà, di migliorare l'alimentazione e l'istruzione, di aiutare le persone con limitazioni come bambini e giovani, e di sostenere le comunità rurali e l'imprenditoria. Tradizionalmente, alcune primeras damas si occupavano di programmi sociali per i settori più bisognosi del Paese, tramite o per conto del marito, il presidente della Repubblica. Quest'ultima competenza è stata abolita, con il Decreto 368-20 4 del 20 agosto 2020, che ha trasferito la responsabilità delle politiche sociali al Ministero della salute pubblica e dell'assistenza sociale (MISPAS).
La prima moglie di un presidente dominicano a diventare primera dama fu Micaela Antonia de Rivera de Soto, consorte del primo presidente costituzionale del Paese, il generale Pedro Santana. Cionnondimeno, il titolo venne utilizzato in veste ufficiale per la prima volta solo sotto la presidenza di Horacio Vásquez nel periodo 1924-1930: fu da allora che i dominicani iniziarono a riferirsi a Trina de Moya con l'appellativo di primera dama.
In alcune occasioni questo titolo è stato utilizzato da una donna vicina al presidente; il caso di Joaquin Balaguer offre un esempio in questo senso: poiché egli non era sposato, fu la sorella Emma Balaguer a svolgere, in una certa misura, la funzione di dama, occupandosi di politiche di assistenza sociale.

## Elenco

### Giunta governativa centrale
| № | Immagine | Primera dama                               | Presidente                | Periodo                |
| - | -------- | ------------------------------------------ | ------------------------- | ---------------------- |
| 1 |          | María Virginia Desnier D’Olbreuse          | Tomas Bobadilla y Briones | febbraio – giugno 1844 |
| 2 |          | Guadalupe Heredia (1782–1850)              | José María Caminero       | giugno – luglio 1844   |
| 3 |          | Micaela Antonia Rivera de Soto (1785–1854) | Pedro Santana             | luglio – novembre 1844 |

### Prima Repubblica
| 4                      |  | Micaela Antonia de Rivera de Soto (1785–1854) | Pedro Santana           | 1844–1848 |
| 5                      |  | Altagracia Pereyra Pérez (1814–?)             | Manuel Jimenes          | 1848–1849 |
| (4)                    |  | Micaela Antonia de Rivera de Soto (1785–1854) | Pedro Santana           | 1849      |
| 6                      |  | Joaquina Carmona                              | Manuel de Regla Mota    | 1856      |
| 7                      |  | Ana Rosa Mallol                               | José Desiderio Valverde | 1857–1858 |
| 8                      |  | Ana Zorrilla (1802–?)                         | Pedro Santana           | 1858–1861 |
| Annessione alla Spagna |  |                                               |                         |           |

### Seconda Repubblica
| №    | Primera dama                                   | Presidente                     | Periodo               |
| ---- | ---------------------------------------------- | ------------------------------ | --------------------- |
| 9    | Águeda Rodríguez                               | José Antonio Salcedo           | 1863–1864             |
| 10   | María Ortega                                   | Gaspar Polanco                 | 1864–1865             |
| 11   | Ana Polanco                                    | Pedro Antonio Pimentel         | 1865                  |
| 12   | Juana Salustiana de Luna                       | José María Cabral              | 1865                  |
| 13   | Rosa Bastardo Gil                              | Pedro Guillermo                | 1865                  |
| (12) | Juana Salustiana de Luna                       | José María Cabral              | 1866–1868             |
| 14   | Dolores Roselló                                | Ignacio María González         | 1873–1874, 1874, 1876 |
| 15   | Eloísa Espaillat Rodríguez                     | Ulises Espaillat               | 1876                  |
| 16   | Altagracia Amelia Báez Andújar                 | Marco A. Cabral                | 1876                  |
| (14) | Dolores Roselló                                | Ignacio María González         | 1878                  |
| 17   | María de la Cruz Herrera Nieves                | Cesáreo Guillermo              | 1878–1879             |
| 18   | Concepción de Lara                             | Jacinto de Castro              | 1878                  |
| 19   | Ana Luisa Tavárez Frías                        | Gregorio Luperón               | 1879–1880             |
| 20   | Catalina Flan                                  | Ulises Heureaux                | 1882–1884             |
| 21   | Ángela Paulino Rodríguez                       | Francisco Gregorio Billin      | 1884–1885             |
| 22   | María Altagracia Ricart Pérez                  | Alejandro Woss y Gil           | 1885–1887             |
| (20) | Catalina Flan                                  | Ulises Heureaux                | 1887-1899             |
| 23   | María Isabel Balbina Juanes Sánchez            | Wenceslao Figuereo             | 1899                  |
| 24   | Josefa de los Santos Domínguez Gómez (Santico) | Juan Isidro Jimenes            | 1899–1902             |
| (22) | María Altagracia Ricart Pérez                  | Alejandro Woss y Gil           | 1903                  |
| 25   | Aurelia Castellanos Pelegrín                   | Carlos F. Morales Languasco    | 1903–1905             |
| 26   | Narcisa Ureña Valencia                         | Ramón Cáceres                  | 1905–1911             |
| 27   | Francisca Morales Pérez                        | Eladio Victoria                | 1911–1912             |
| 28   | Rosario Molina                                 | José Bordas Valdés             | 1913–1914             |
| 29   | Natalia Soler Machado                          | Ramón Báez Machado             | 1914                  |
| (24) | Josefa de los Santos Domínguez Gómez (Santico) | Juan Isidro Jimenes            | 1914–1916             |
| 25   | Natividad Lauransón Amiama                     | Francisco Henríquez y Carvajal | 1916                  |

### Terza Repubblica
| №  | Immagine | Primera dama                | Presidente            | Periodo                    |
| -- | -------- | --------------------------- | --------------------- | -------------------------- |
| 26 |          | Trinidad de Moya Pérez      | Horacio Vásquez       | 1899, 1902–1903, 1924–1930 |
| 27 |          | Tomasina Martínez Rodríguez | Rafael Estrella Ureña | 1930                       |

### Era Trujillo
|                      | Bienvenida Ricardo Martínez | Rafael Leónidas Trujillo              | 1930–1934                       |
|                      | María Martínez Alba         | Rafael Leónidas Trujillo              | 1934–1938, 1942–1947, 1947–1952 |
| Presidenti fantoccio |                             |                                       |                                 |
|                      | Mercedes Soler Machado      | Jacinto B. Peynado                    | 1938–1940                       |
|                      | Silvia Alicia Sánchez Abreu | Manuel de Jesús Troncoso de la Concha | 1940–1942                       |
|                      | Alma McLaughlin Simó        | Héctor Bienvenido Trujillo Molina     | 1952–1960                       |

### Quarta Repubblica
| №  | Immagine | Primera dama                        | Presidente                     | Periodo              |
| -- | -------- | ----------------------------------- | ------------------------------ | -------------------- |
| 33 |          | Aída Mercedes Batlle Morel          | Rafael F. Bonnelly             | 1962                 |
| 34 |          | Carmen Quidiello Castillo           | Juan Bosch                     | 1963                 |
| 35 |          | Mariechen Christine Borensen (Mary) | Emilio de los Santos           | 1963                 |
| 36 |          | Guarina Tessón Hurtado              | Antonio Imbert Barrera         | 1965                 |
| 37 |          | Flor Pulgar                         | José Rafael Molina Ureña       | 1965                 |
| 38 |          | Clara Tejera Álvarez                | Donald Reid Cabral             | 1963–1965            |
| 39 |          | María Paula Acevedo Guzmán          | Francisco Alberto Caamaño Deñó | 1965                 |
| 40 |          | María Matilde Pastoriza Espaillat   | Héctor García Godoy            | 1966                 |
| 41 |          | Renée Klang Avelino                 | S. Antonio Guzmán Fernández    | 1978–1982            |
| 42 |          | Ana Elisa Villanueva (1930–1998)    | Jacobo Majluta                 | luglio – agosto 1982 |
| 43 |          | Asela Mera Checo (1933–2007)        | Salvador Omar Jorge Blanco     | 1982–1986            |

#### Ufficio della primera dama
| №  | Immagine | Primera dama                     | Presidente       | Periodo              |
| -- | -------- | -------------------------------- | ---------------- | -------------------- |
| 44 |          | Rosa Gómez Arias (1940–2022)     | Hipólito Mejía   | 2000–2004            |
| 45 |          | Margarita Cedeño Lizardo (1965–) | Leonel Fernández | 2004–2008, 2008–2012 |
| 46 |          | Cándida Montilla Espinal (1962–) | Danilo Medina    | 2012–2016, 2016–2020 |

#### Dal 2020
| №  | Immagine | Primera dama                | Presidente    | Periodo |
| -- | -------- | --------------------------- | ------------- | ------- |
| 47 |          | Raquel Arbaje Soneh (1970–) | Luis Abinader | 2020–   |